# 言霊
言霊（ことだま）は、日本における、言語にこもる精霊、または霊力のことである。「言葉に霊力がこもっている」という考え自体は日本列島の古代社会にすでに存在したものであり、『古事記』『日本書紀』『風土記』などにその影響が見られる。その一方で、「言霊」という用語自体は上代の文献においては『万葉集』にあらわれるのみであり、これらの用例においては、言葉そのものに霊力があらわれるという考えよりは、神や国家との関連のもとで言葉の霊力が発揮されるという文脈が強調されている。また、平安期以降についても、「言霊」の語という語の用例は、和歌などにおいてわずかに見られるのみであった。とはいえ、その後の日本社会においても言語と霊性の結びつきに注目する実践自体は続いていた。
「言霊」という概念が注目されるようになるのは、江戸時代、国学が興隆する中でのことであり、日本語の規則・秩序の中に神秘性を見出すような言説があらわれるとともに、特に幕末期には五十音の一音一音を神秘的に解釈する音義言霊論が隆盛した。次第に言霊論は学術の範疇を離れ、復古神道系の宗教的実践の中に取り込まれていった。

## 歴史

### 古代・中世
言葉に霊力がこもっているという信仰自体は、日本神話に限らず、『旧約聖書』など、古代の多くの文献にあらわれるものである。たとえば『古事記』『風土記』においても高木神や山幸彦、神祖尊などがまじないをとなえる描写があるほか、『日本書紀』によれば、平群真鳥が大伴金村に対して、御馬皇子が三輪の磐井の井戸に対して、呪詛をおこなったという。また、言代主・一言主・興台産霊神など、言語を神格化した神々もあらわれており、鎌田東二はこうした神々について、「シャーマニズム的な神人交流の場における神々の顕現の定着化であろう」と論じている。
日本語における「ことだま」の語の初見は、『万葉集』の3例である。『古事記』『風土記』などにおいては「ことだま」の語をみることはできない。また、『万葉集』の歌番号3254については、万葉仮名では「事霊」と綴られている。古代の用例にみられる「こと」の用例には「言」、「事」のどちらでも解釈できるものが少なくなく、近世以来、多くの学者は、両者は同根であると考えることが妥当としている。
| 歌番号 | 原文（万葉仮名） | 書き下し文 | 現代語訳 |
| ------ | --- | --- | --- |
| 894    | 神代欲理 云伝久良久 虚見通 倭国者 皇神能 伊都久志吉国 言霊能 佐吉播布国等 加多利継 伊比都賀比計理 今世能 人母許等期等 目前尓 見在知在 | 神代より 言ひ伝て来らく そらみつ 倭国は 皇神の 厳しき国 言霊の 幸はふ国と 語り継ぎ 言ひ継がひけり 今の世の 人もことごと 目の前に 見たり知りたり | 神代からの言い伝えとして、「（そらみつ）大和の国は、神々の（霊威の）いかめしい国であり、言霊が幸をもたらす国である」と語り伝えてきた。（そのとこは）今の世の人もみな、まのあたりにしているし、知ってもいる。 |
| 2506   | 事霊 八十衢 夕占問 占正謂 妹相依 | 言霊の 八十の衢に 夕占問ふ 占正に告る 妹相寄らむと                                                                                              | 言霊の多い、多くの道が分岐する辻で（人のことばを聞いて）夕占をする、その占いにはっきりと出た。彼女は私になびき寄るだろうと。                                                                                 |
| 3254   | 志貴嶋 倭国者 事霊之 所佐国叙 真福在与具                                                                                              | 志貴島の 倭国は 事霊の 佐くる国ぞ ま福くありこそ                                                                                                | （志貴島の）大和の国は言霊の助けてくれる国です。どうか、御無事で。 |

佐佐木隆は、『万葉集』にみえる3例については、いずれも言葉そのものが有している霊力というよりは、神とのかかわりのなかで初めて発揮される霊力について述べるものであると論じ、その他、同時期の文献にあらわれる、言葉の霊力に関する言及からすると、「ことばの威力に限らず、現実の世界に変化をもたらすことができるのは神の霊力だけだ、言霊は神に属するものだというのが、古代日本人の考えかただったようである」と結論付けている。また、今野真二も、「ことだま」という語の用例が、国家あるいは神との公的なかかわりについて言及する際にあらわれるものであることに触れ、言霊という概念は「神」と「国家」の両者があらわれてはじめて成立するものであると論じている。鎌田は、「見知らぬ人の言葉を聞いてそれによって恋占いをするといった民間呪術」を背景とする2506の歌については、言語そのものに生命的エネルギーが内包されているという旧来の「言語生命観」的な意識がみられる一方で、それ以外の歌については明らかに国家意識的なものと結びついていること、国家が形成されゆく中で、祝詞・寿詞・和歌といった定型的な詞章こそが言霊を内包するにふさわしいと考えられるようになったことを論じている。
上代の文献にあらわれる「ことだま」の用例は上記の3つのみであり、その後の用例は希少である。平安期の用例としては、『続日本後紀』に、興福寺の大法師らが仁明天皇の長寿を祝福して嘉祥2年（849年）につくったとされる歌の一部として「この国の 云ひ伝ふらく 日本（ひのもと）の 倭（やまと）の国は 言霊の 富（さき）はふ国とぞ 古語（ふること）に 流れ来れる 神語（かむごと）に 伝へ来れる」とあるほか、『大鏡』に醍醐天皇の歌として「祝ひつる 言霊ならば 百年の のちも尽きせぬ 月をこそ見め」があらわれる。鎌田は、『続日本後紀』の和歌が、神仏に奏上する祝詞が和語で記されているものであることを称揚する歌であるという文脈に触れ、「言霊観念における言語神秘化のプロセスが、唐の国との対抗意識・対他意識によって牽引されていることは確かである」と述べている。佐佐木は平安期において、散文には「言霊」の語があらわれないことについて触れ、この時点ですでに、「言霊」は日常的に用いるような概念ではなくなっていたのであろうと論じている。
その後、「言霊」という概念がふたたび注目・拡張されるようになるのは、江戸期以降のことである。とはいえ、鎌田によれば、言語の様態を宗教とひもづける考え方自体は古代から近世にかけて連綿と存在しつづけたものであり、真言密教における「五大の音響、十界の言語、六塵の文字」をすべて法身大日如来の姿の流出と考える理論や、鎌倉仏教における念仏・唱題の重視、中世歌学の興隆のなかであらわれる和歌と真言陀羅尼の同一視などを例示している。

### 近世以降
近世には、国学の勃興を背景として、日本語の規則・秩序の中に神秘性を見出すような言説があらわれはじめた。内村和至は、契沖の日本語に関する音声理論が主として悉曇学に依拠することに触れるとともに、『和字正濫鈔』に「和歌につゞらぬさきの四十七言、早く陀羅尼といふべし」とあるように、彼の著作は神秘主義的でこそないものの、ときおり密教的要素をはらむことを指摘している。『和字正濫鈔』に「種々の音声ありといへども、其数五十音に過ず。唯人間のみならず、上は仏神より下は鬼畜に至るまで、此声を出す」とあるように、当時、五十音図は日本語のみならず「一般音韻の図」として理解されており、内村はその背景には「悉曇学の母体である真言密教の宇宙論があったのであろう」と論じている。
山東功によれば、五十音を絶対視し、そこに神聖性を見出すような考えは、賀茂真淵によるところが大きい。真淵は明和6年（1769年）ごろの『国意考』において「五十の声は天地の声にて侍れば、其の内にはらまるるものおのづからのことにして侍り」と述べたうえで、日本語の「横の音」について「ことばの国の天地の神祖の教え給いしことにて、他国にはあらぬ言のためしことなることを知べし」と称賛する。真淵はこのような理由から日本は「言霊の幸わう国」であるとする。今野は、真淵が国語を研究するにあたり、「語を分解的にとらえて、語源的なものを探るという」方法を一貫して用いていたことに着目し、こうした姿勢は活用をはじめとする日本語の文法的観察を促進した一方、音義説にも近づいていくものであったと論じている。また、本居宣長は天明5年（1785年）の『漢字三音考』にて「皇国の古言は五十の音を出ず。是天地の純粋正雅の音のみを用いて。溷雑不正の音を厠（）えざるが故なり」と論じる。宣長もまた、日本語を神秘化しようとするきらいがあったにせよ、山東は『うひ山ぶみ』にあるように、「古言」そのままに立ち返り、「古の人、思へる心、なせる事」をうかがい知ろうとする宣長の姿勢は、後世の音義説論者の牽強付会的な論法とはまったく異なるものであると論じている。
平田篤胤は『古史本辞経』において、五十音は一音ごとに固有の意味を有していると論じ、五十音図の道理は万国の言語の根本であるとともに、その原理は天地初発之時の神代伝説の展開に基づいているとした。篤胤は多くの門下生を集め、鈴木重胤や大国隆正を筆頭に、その多くが言霊論を継承した。また、富士谷御杖は「言霊倒語論」を提唱し、事実をありのままに示した言葉には言霊は宿らず、隠喩と換喩にのみ言霊が宿るゆえ、『古事記』を読むにおいては表層的に字面を追うのではなく、言霊を旨とする読解を行う必要があると論じた。御杖の思想は歌学とも混淆するものであり、芸道の一部として継承されたゆえか、篤胤の学説とは異なりあまり大きくは広がらなかった。音義言霊説をとなえた国学者としては、ほかに清原道旧・川北丹霊・橘守部・富樫広蔭・堀秀成・鹿持雅澄・林圀雄・高橋残夢・鶴峯戊申などが知られている。このようにして幕末期に大きく栄えた言霊論は、近代にはたとえば中村孝道から大石凝真素美への影響にみられるように、「完全に国語学の範疇を越え、いわばアカデミズムとは異なる存在」として展開していくこととなった。